# AO Tennis 2
AO Tennis 2 est un jeu video de tennis édité par Big Ant Games et Bigben Interactive, sorti le 6 janvier 2020 sur PC et consoles. C'est le deuxième volet de la série AO Tennis.

## Développement
Pour ce nouvel opus, le studio australien Big Ant Games annonce sa collaboration avec les français de chez Bigben Interactive.

## Nouveautés
En vue de reproduire aussi fidèlement que possible le stade de l'Open d'Australie (Melbourne Park et Garden Saquare), Big Ant Games annonce une collaboration avec Tennis Australia. 
Il semblerait que le mode carrière soit plus approfondi que dans le premier opus puisqu'ils proposera de nombreuses cinématiques et des éléments narratifs.
Il sera possible de défier d'autres joueurs en local ou en ligne. 
Dans un souci de réalisme, les gestes des joueurs (service, revers, lift...) et leurs mimiques seront reproduit. On pourra aussi apercevoir un mouvement des tissus des différents vêtements. 

### Éditeur de contenu
Comme dans le premier épisode de la série, l'éditeur de contenu permettra au joueur de créer ses propres joueurs personnalisés, logos, stades... Il sera aussi possible de définir des scénarios.

### Trophées
Le jeu comporte 33 trophées.

## Joueurs et joueuses
En tout, ce sont 25 joueurs et joueuses du circuit ATP et WTA qui sont annoncés pour cette suite.

### Hommes (14)
- Rafael Nadal
- Karen Khachanov
- Gaël Monfils
- David Goffin
- Stanislas Wawrinka
- Alex de Minaur
- John Isner
- Nick Kyrgios
- Marin Čilić
- Frances Tiafoe
- Fernando Verdasco
- Kyle Edmund
- Kevin Anderson
- Thanasi Kokkinakis

### Femmes (11)
- Ashleigh Barty
- Angelique Kerber
- Karolína Plíšková
- Belinda Bencic
- Johanna Konta
- Markéta Vondroušová
- Caroline Garcia
- Mónica Puig
- Kristina Mladenovic
- Daria Gavrilova
- Samantha Stosur